# Bickershaw
Bickershaw – osada w Anglii, w hrabstwie ceremonialnym Wielki Manchester, w dystrykcie metropolitalnym Wigan. Leży 23 km na zachód od centrum miasta Manchester. W 2001 miejscowość liczyła 1405 mieszkańców.